# Staurogramm

Staurogramm

Das Staurogramm (nach altgriechisch σταυρός staurós „Stamm, Kreuz“), auch Crux monogrammatica („Ein-Buchstaben-Kreuz“ im Unterschied zum Chi-Rho), ist ein Symbol für Jesus Christus.
Es ist entweder als Buchstabenverbund (Ligatur) zu einem Kreuz angeordnet, gebildet aus der Übereinanderstellung der griechischen Buchstaben Τ (Tau) und Ρ (Rho), die als Mittelteil des gekürzten Nomen sacrum Stauros (neutestamentlich-griechisch für „Kreuz“) geläufig war.
Alternativ wird es als Ligatur beschrieben, die aus dem um 45° gedrehten griechischen Buchstaben Χ (Chi) und dem griechischen Buchstaben Ρ (Rho) gebildet wird. Nach der Schilderung des Lactantius gilt dies als das Zeichen, das Konstantin der Große vor der Schlacht bei der Milvischen Brücke im Traum gesehen haben soll.
Ob es sich bei dem von Lactantius geschilderten Zeichen tatsächlich um ein Staurogramm gehandelt hat, ist umstritten. Vielfach wird diese Beschreibung auch als ein Henkel-Kreuz (Anch-Zeichen, lateinisch Crux Ansata) gedeutet. Einige Althistoriker interpretieren sie auch als Christusmonogramm.
In Unicode ist das Zeichen U+2CE8 COPTIC SYMBOL TAU RO (⳨) im Unicodeblock Koptisch definiert.

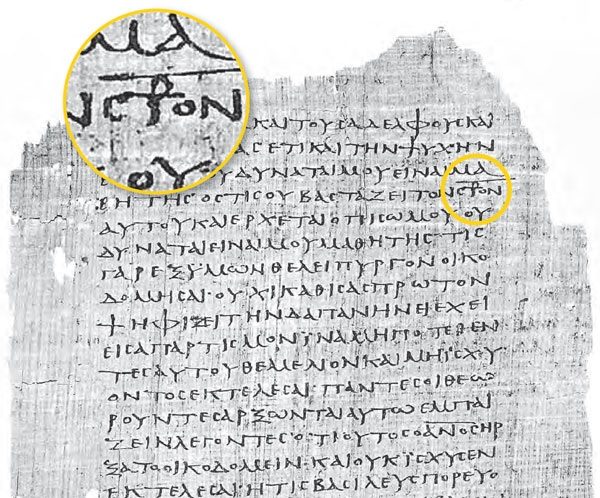
Papyrus 75 mit vergrößertem Staurogramm